# Мельничук Петро Михайлович
о. Петро Михайлович Мельничук (18 червня 1901, с. Любківці, нині Івано-Франківської області — 30 березня 1985, Філадельфія) — український греко-католицький священник, громадський діяч.

## Життєпис
Народився 18 червня 1901 року, в с. Любківці, нині Івано-Франківська область, Україна (тоді Королівство Галичини та Володимирії, Австро-Угорщина).
Закінчив народну школу в рідному селі, Коломийську гімназію (1913—1922), греко-католицьку семінарію в Станиславові (1928), тоді був рукоположений на священника єпископом Григорієм Хомишиним.
Під час війни з поляками, яка перервала студії, воював у лавах УГА. Після закінчення гімназії проходив строкову службу в польській армії сапером на Засянні.
З 1928 року — катедральний сотрудник (священник-помічник), катехит дівочої гімназії Українського педагогічного товариства «Рідна школа» в Станиславові. Дяк-диригент семінарії в Станиславові з 1932 року. Парох Заліщиків, у селі Добровлянах за його сприяння було організовано будівництво церкви. Будівництво не закінчили, бо став парохом Бучача, правив у церкві святого Миколая, будучи останнім парохом міста до «совітів». Під час служіння в Заліщиках виїжджав на місії з Г. Хомишиним як помічник-проповідник місійних наук. Став екзаменатором дяків Станиславівської єпархії УГКЦ.
12 березня 1944 року, за дозволом єпископа, виїхав на Захід. Емігрував до Австрії (Відень, Ляндек), тут був катехитом гімназій. 1949 — до США (зокрема, катехит, духівник СУМ тут). Закінчив курси при католицькому університеті у Вашингтоні. З 1958 року — консультор Митрополичої консисторії, декан Вашингтонський, Папський шамбелян.

Автор 7 книг, спогадів, книг «Владика Григорій Хомишин» (перевидана 1997 року у Львові) «Християнська родина. Батьки і діти» (Мюнхен, 1954), «Якої молоді хоче Бог і Батьківщина?»(Мюнхен, 1954). Вислів о. П. Мельничука про волю України: 
|  | «Як Христос став вільним, так і наш нарід стане вільним, коли віритиме в Христа» |

.
На видання книги «Бучач і Бучаччина» виплатив 100 USD.
Помер 30 березня 1985 року у Філадельфії, похований 3 квітня на цвинтарі Св. Марії у Фокс Чейз.